# FINA Weltliga (Wasserball) 2002
Die FINA Wasserball-Weltliga 2002 wurde vom 1. August bis zum 4. August in Patras, Griechenland ausgetragen. Es  ist ein 2002 gegründeter, globaler Wettbewerb für Nationalmannschaften, der vom Weltschwimmverband FINA veranstaltet wird.
Für die Endrunde in Patras qualifizierten sich 4 Nationalmannschaften.

## Männerturnier
Alle Zeitangaben sind in Mitteleuropäischer Sommerzeit angegeben.

### Vorrunde

#### Gruppe A
| Pl. | Team         | Sp. | S | U | N | Tore  | Diff. | Pkt. |
| --- | ------------ | --- | - | - | - | ----- | ----- | ---- |
| 1   | Russland     | 3   | 2 | 0 | 1 | 25:19 | +6    | 7    |
| 2   | Spanien      | 3   | 2 | 0 | 1 | 30:28 | +2    | 7    |
| 3   | Ungarn       | 3   | 1 | 0 | 2 | 25:19 | -1    | 5    |
| 4   | Griechenland | 3   | 0 | 0 | 3 | 14:38 | −24   | 3    |

| Datum     | Zeit | Begegnung    | Begegnung | Begegnung | Ergebnis |
| 1. August |      | Ungarn       | –         | Spanien   | 8:9      |
| 1. August |      | Griechenland | –         | Russland  | 2:12     |
| 2. August |      | Spanien      | –         | Russland  | 12:13    |
| 2. August |      | Griechenland | –         | Ungarn    | 5:17     |
| 3. August |      | Ungarn       | –         | Russland  | -5:-5    |
| 3. August |      | Griechenland | –         | Spanien   | 7:9      |

## Hauptrunde

### Spiel um Platz drei
| Spiel um Platz 3 |        |   |              |      |
| 4. August        | Ungarn | – | Griechenland | 13:6 |

### Finale
| Finale    |          |   |         |      |
| 4. August | Russland | – | Spanien | 10:8 |

### Endergebnis
| Platz | Land         | Flagge       | Code |
| ----- | ------------ | ------------ | ---- |
| 1.    | Russland     | Russland     | RUS  |
| 2.    | Spanien      | Spanien      | ESP  |
| 3.    | Ungarn       | Ungarn       | HUN  |
| 4.    | Griechenland | Griechenland | GRC  |